# 카를로스 폰세
카를로스 폰세(Carlos Ponce, 1972년 9월 4일 ~ )는 푸에르토리코의 배우 및 가수이다.

## 출연 작품
- 아이스 에이지: 지구 대충돌 (2016)
- 싱글 인 사우스 비치 (2015)
- 스파이 (2015)
- 팅커벨 5: 해적요정 (2014)
- 터키 (2013)
- 리오 (2011)
- 커플 테라피: 대화가 필요해 (2009)
- 미트 미 인 마이애미 (2006)
- 행운을 돌려줘 (2006)
- 듀스 비갈로 2 - 유로피안 지골로 (2005)
- 체이싱 파피 (2003)
- 레이디와 트램프 2 (2001)
- 제7의 천국 (1996)